# Видое Видичевски
Видое Видичевски (на македонска литературна норма: Видое Видичевски) е северномакедонски писател.

## Биография
Видое Видичевски е роден на 18 януари 1931 година в Охрид, тогава в Кралство Югославия, днес в Северна Македония. Завършва Философския факултет на Скопския университет. От 1961 до пенсионирането си в 1991 година е директор на Дома на културата в Охрид. От 1959 година е член на Дружеството на писателите на Македония. Превеждан е на руски, френски, италиански, турски и румънски език.
Носител е на наградите „РТВ Скопие“ за най-добра книга за деца и на книгоиздателството „Детска радост“.